# Associazione Calcio Milan 2008-2009
Questa voce raccoglie le informazioni riguardanti l'Associazione Calcio Milan nelle competizioni ufficiali della stagione 2008-2009.

## Stagione
Dopo sei anni consecutivi di partecipazione alla Champions League, il Milan si ritrova a disputare la Coppa UEFA (trofeo finora mai vinto dal club).
Oltre a Cafu, Fiori e Serginho, giunti a fine carriera, al termine della stagione 2007-2008 lasciano il Milan anche Ibrahim Ba, Alberto Gilardino e l'infortunato Ronaldo. A queste partenze si aggiungeranno quelle di Digão (in prestito), Yoann Gourcuff (in prestito con diritto di riscatto), Dario Šimić, Alberto Paloschi (ceduto in compartecipazione), Massimo Oddo (prestito) e Cristian Brocchi. Sul fronte degli arrivi, dopo aver acquistato Gianluca Zambrotta e Mathieu Flamini, a metà luglio il Milan ufficializza l'atteso acquisto del fuoriclasse brasiliano Ronaldinho. Tornano in organico dopo alcuni anni in prestito Christian Abbiati, Luca Antonini e Marco Borriello, vicecapocannoniere del campionato precedente. Andrij Ševčenko torna in prestito dal Chelsea mentre il difensore Philippe Senderos arriva in prestito dall'Arsenal. Il 22 ottobre 2008 viene ufficializzato il tesseramento dell'inglese David Beckham, in prestito dai Los Angeles Galaxy inizialmente dal 1º gennaio al 9 marzo 2009, poi fino alla fine della stagione. A dicembre 2008 è definito l'acquisto del brasiliano Thiago Silva, che verrà schierato in campo solo dalla stagione 2009-2010.
Nelle prime due giornate di campionato arrivano due sconfitte (situazione che non si verificava da ventidue anni), contro il neopromosso Bologna e il Genoa. Dalla vittoria contro la Lazio alla terza giornata parte un filotto di undici risultati utili consecutivi, che porta alla decima giornata il Milan in testa alla Serie A, grazie anche alle vittorie nel derby con l'Inter con un gol di Ronaldinho e contro il Napoli. In Europa la squadra elimina agevolmente lo Zurigo al primo turno di Coppa UEFA e ottiene il superamento del girone del secondo turno del torneo con una giornata di anticipo.
Il Milan, successivamente, lascia per strada punti in pareggi contro squadre di bassa classifica, fino ad arrivare all'eliminazione agli ottavi di finale di Coppa Italia contro la Lazio, che poi vincerà la competizione, e in campionato a due sconfitte contro Palermo in Sicilia (3-1) e Juventus a Torino (4-2). Prima della sosta natalizia il Milan batte 5-1 l'Udinese in casa e si ritrova terzo in classifica, a nove punti di distacco dall'Inter e a tre dalla Juventus mantenendo la medesima posizione alla fine del girone di andata, seppur recuperando tre punti dalla vetta. In seguito si mantiene imbattuto fino al derby di ritorno di metà febbraio.

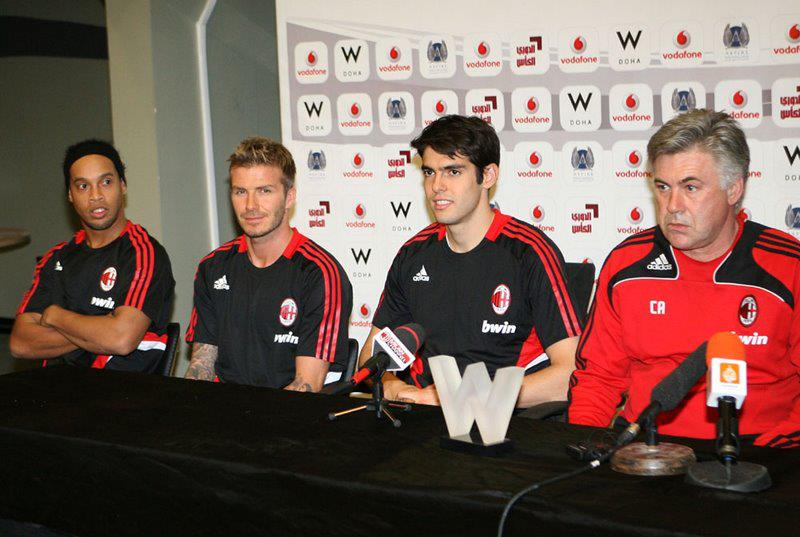
David Beckham in maglia rossonera; l'inglese arriva in prestito dai Los Angeles Galaxy fino alla fine della stagione.

Dopo l'arrivo di David Beckham durante il calciomercato invernale, la squadra entra in una crisi di risultati nonostante i tanti gol del giovane Alexandre Pato: il doppio pareggio col Werder Brema, futuro finalista della manifestazione, estromette i rossoneri dalla Coppa UEFA già ai sedicesimi di finale - seppur imbattuti nel torneo - subendo nella gara casalinga di ritorno la rimonta di due reti di svantaggio; per la prima volta nella sua storia il Milan esce da una competizione europea dopo due pareggi (1-1 a Brema, 2-2 a Milano), a causa della regola dei gol fuori casa, dopo essersi qualificato secondo nel girone eliminatorio di Coppa UEFA alle spalle di Wolfsburg e davanti a Braga, Portsmouth e Heerenveen. La Coppa UEFA rimane così l'unica competizione ufficiale a cui il club ha partecipato che non è riuscito a vincere. Per la quarta volta in altrettante partecipazioni a questo torneo durante la gestione Berlusconi, il Milan viene eliminato dal club finalista perdente e per la prima volta nella sua storia viene estromesso da una competizione europea per la regola dei gol in trasferta.
In campionato, nel frattempo, il pareggio interno contro la Reggina ultima in classifica e le sconfitte nel derby con l'Inter, che vede i nerazzurri imporsi 2-1, e a Genova contro la Sampdoria portano il Milan, all'inizio di marzo, a dodici punti di distacco dalla testa del torneo e a perdere gran parte del vantaggio accumulato sulle altre pretendenti al terzo posto, l'ultimo valido per l'ingresso diretto alla Champions League dell'anno successivo. La squadra successivamente si riprende e totalizza 23 punti sui 27 disponibili, frutto di sette vittorie e due pareggi ottenute grazie anche alla vena realizzativa di Inzaghi, ritrovandosi a quattro turni dalla conclusione del campionato seconda a sette punti dall'Inter (che vincerà lo scudetto due giornate dopo), e quattro punti davanti alla Juventus prima dello scontro diretto in casa, concluso poi in parità per 1-1. Nelle partite successive il Milan perde 1-2 a Udine, match che consegna matematicamente lo scudetto all'Inter con 2 giornate di anticipo senza che i nerazzurri debbano scendere in campo, e 3-2 in casa con la Roma, ponendo fine a una serie di nove risultati utili consecutivi (sette vittorie e due pareggi), e solo all'ultima giornata, con una vittoria nella trasferta di Firenze, conquista a 74 punti la terza piazza in classifica (per via dei risultati degli scontri diretti con la Juventus, finita a pari punti), vittoria che permette ai rossoneri di accedere direttamente alla Champions League 2009-2010 senza passare dal terzo turno preliminare, a distanza di dieci punti dal primo posto.

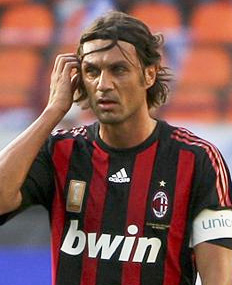
Paolo Maldini si ritira dal calcio giocato dopo aver vinto con la maglia del Milan: 7 scudetti, una Coppa Italia, 5 Supercoppe italiane, 5 Champions League, 5 Supercoppe UEFA, 2 Coppe Intercontinentali e un Mondiale per club.

Quella giocata al Franchi è l'ultima partita ufficiale di Paolo Maldini, che si ritira dopo venticinque stagioni e 902 presenze (record del club), e l'ultima con Ancelotti sulla panchina rossonera dopo otto anni. Il match coi toscani vede il ritorno in campo del fino ad allora infortunato Alessandro Nesta, al suo esordio nel campionato 2008-2009. Così come già successo in onore di Franco Baresi nel 1997, anche la maglia numero 3, per anni indossata da Maldini, viene ritirata. La fascia di capitano passa a Massimo Ambrosini, il giocatore con più stagioni rossonere alle spalle.
In campionato, in cui il Milan può vantare il miglior attacco assieme all'Inter (70 gol) e la seconda miglior difesa del torneo (35 gol subiti), il marcatore più prolifico della squadra risulta Kaká (16 reti), mentre Pato è il miglior goleador stagionale con 18 reti tra Serie A e Coppa UEFA. Il Milan è la squadra del campionato più seguita nel proprio stadio, con una media di 59.731 tifosi a partita, ed è la terza dopo Juventus e Inter in termini di audience delle proprie partite trasmesse sulla piattaforma satellitare Sky.
Per la successione di Ancelotti la società decide di puntare sull'ex calciatore e dirigente rossonero Leonardo, alla prima esperienza in panchina, mentre pochi giorni più tardi Kaká, dopo sei stagioni col Milan, viene ceduto al Real Madrid per 65 milioni di euro. La cessione, già molto vicina a gennaio, si compie al fine di ripianare il bilancio del club. Questa decisione desta ampio dissenso tra la tifoseria.

## Divise e sponsor
Lo sponsor tecnico per la stagione 2008-2009 è Adidas, mentre lo sponsor ufficiale è Bwin. Nella trasferta di Coppa UEFA contro lo Zurigo del 2 ottobre il Milan indossa la maglia rossonera senza sponsor in quanto vietate le sponsorizzazioni di aziende di scommesse sportive in Svizzera. In occasione della gara casalinga contro la Sampdoria del 19 ottobre sulle maglie rossonere è apparso il logo Bwin Poker. La divisa è una maglia a strisce verticali della stessa dimensione, rosse e nere, con pantaloncini bianchi e calzettoni neri. La divisa di riserva è completamente bianca, mentre la terza divisa è a maglia e pantaloncini neri con calzettoni neri.
Eccezionalmente, in occasione della gara della 37ª giornata del campionato di Serie A in casa contro la Roma, il Milan scende in campo con la divisa casalinga della stagione 2009-2010.
| Casa | Casa (37ª Serie A) | Trasferta | Terza divisa | 1ª div. portiere | 2ª div. portiere |

## Organigramma societario
Dal sito internet ufficiale della società.
Area direttiva
- Presidente: carica vacante[1]
- Vice presidenti: Adriano Galliani (vicario), Paolo Berlusconi, Gianni Nardi
- Amministratore delegato: Adriano Galliani

Area organizzativa
- Team manager: Vittorio Mentana

Area comunicazione
- Direttore comunicazione: Vittorio Mentana
- Vicedirettore comunicazione: Giuseppe Sapienza

Area marketing
- Ufficio marketing: Laura Masi

Area tecnica
- Direttore sportivo: Ariedo Braida
- Direttore tecnico: Leonardo Nascimento de Araújo
- Allenatore: Carlo Ancelotti
- Allenatori in seconda: Filippo Galli, Mauro Tassotti
- Preparatori atletici: Daniele Tognaccini (responsabile), Fabio Allevi, Bruno Dominici, Sergio Mascheroni, Giovanni Mauri, Andrea Primitivi, William Tillson
- Allenatori dei portieri: Villiam Vecchi (responsabile), Valerio Fiori

Area sanitaria
- Responsabile sanitario: Armando Gozzini
- Medici sociali: Jean Pierre Meersseman (coordinatore), Massimo Manara
- Fisioterapisti: Giorgio Puricelli, Tomislav Vrbnjak
- Massofisioterapisti: Marco Paesanti, Cristiano Parolini, Roberto Morosi
- Massaggiatori: Roberto Boerci, Endo Tomonori

## Rosa
La rosa e numerazione sono aggiornate al 21 aprile 2009.
| N. |                        | Ruolo | Calciatore               |
| -- | ---------------------- | ----- | ------------------------ |
| 1  | Brasile (bandiera)     | P     | Dida                     |
| 2  | Brasile (bandiera)     | D     | Felipe Mattioni          |
| 3  | Italia (bandiera)      | D     | Paolo Maldini (capitano) |
| 4  | Georgia (bandiera)     | D     | K'akhaber K'aladze       |
| 5  | Brasile (bandiera)     | C     | Emerson                  |
| 7  | Brasile (bandiera)     | A     | Alexandre Pato           |
| 8  | Italia (bandiera)      | C     | Gennaro Gattuso          |
| 9  | Italia (bandiera)      | A     | Filippo Inzaghi          |
| 10 | Paesi Bassi (bandiera) | C     | Clarence Seedorf         |
| 11 | Italia (bandiera)      | A     | Marco Borriello          |
| 12 | Italia (bandiera)      | P     | Christian Abbiati        |
| 13 | Italia (bandiera)      | D     | Alessandro Nesta         |
| 14 | Uruguay (bandiera)     | C     | Mathías Cardacio         |
| 15 | Italia (bandiera)      | D     | Gianluca Zambrotta       |
| 16 | Australia (bandiera)   | P     | Željko Kalac             |
| 18 | Rep. Ceca (bandiera)   | D     | Marek Jankulovski        |

| N. |                         | Ruolo | Calciatore                        |
| -- | ----------------------- | ----- | --------------------------------- |
| 19 | Italia (bandiera)       | D     | Giuseppe Favalli                  |
| 20 | Uruguay (bandiera)      | A     | Tabaré Viudez                     |
| 21 | Italia (bandiera)       | C     | Andrea Pirlo                      |
| 22 | Brasile (bandiera)      | C     | Kaká                              |
| 23 | Italia (bandiera)       | C     | Massimo Ambrosini (vice capitano) |
| 24 | Svizzera (bandiera)     | D     | Philippe Senderos                 |
| 25 | Italia (bandiera)       | D     | Daniele Bonera                    |
| 32 | Inghilterra (bandiera)  | C     | David Beckham                     |
| 33 | Brasile (bandiera)      | D     | Thiago Silva                      |
| 36 | Italia (bandiera)       | D     | Matteo Darmian                    |
| 51 | Sierra Leone (bandiera) | C     | Rodney Strasser                   |
| 53 | Italia (bandiera)       | D     | Nicola Pasini                     |
| 76 | Ucraina (bandiera)      | A     | Andrij Ševčenko                   |
| 77 | Italia (bandiera)       | D     | Luca Antonini                     |
| 80 | Brasile (bandiera)      | A     | Ronaldinho                        |
| 84 | Francia (bandiera)      | C     | Mathieu Flamini                   |

## Calciomercato

### Sessione estiva(dall'1/7 all'1/9)
| Acquisti | Acquisti           | Acquisti          | Acquisti                                   |
| R.       | Nome               | da                | Modalità                                   |
| -------- | ------------------ | ----------------- | ------------------------------------------ |
| P        | Christian Abbiati  | Atlético Madrid   | fine prestito                              |
| P        | Ferdinando Coppola | Atalanta          | fine prestito                              |
| P        | Marco Storari      | Cagliari          | fine prestito                              |
| D        | Luca Antonelli     | Parma             | fine prestito                              |
| D        | Luca Antonini      | Empoli            | riscatto compartecipazione                 |
| D        | Davide Astori      | Cremonese         | fine prestito                              |
| D        | Marcus Diniz       | Monza             | fine prestito                              |
| D        | Leandro Grimi      | Sporting Lisbona  | fine prestito                              |
| D        | Romano Perticone   | Cremonese         | fine prestito                              |
| D        | Philippe Senderos  | Arsenal           | prestito diritto riscatto                  |
| D        | Gianluca Zambrotta | Barcellona        | definitivo (9 milioni €)                   |
| C        | Ignazio Abate      | Empoli            | riscatto compartecipazione                 |
| C        | Mathías Cardacio   | Nacional          | definitivo (2,5 milioni €)                 |
| C        | Mathieu Flamini    | svincolato        |                                            |
| A        | Matteo Ardemagni   | Pro Patria        | fine prestito                              |
| A        | Marco Borriello    | Genoa             | riscatto compartecipazione (7,5 milioni €) |
| A        | Davide Di Gennaro  | Bologna           | fine prestito                              |
| A        | Ronaldinho         | Barcellona        | definitivo (21 milioni €)                  |
| A        | Andrij Ševčenko    | Chelsea           | prestito diritto riscatto                  |
| A        | Tabaré Viudez      | Defensor Sporting | definitivo (1,5 milioni €)                 |

| Cessioni | Cessioni                  | Cessioni         | Cessioni                          |
| R.       | Nome                      | a                | Modalità                          |
| -------- | ------------------------- | ---------------- | --------------------------------- |
| P        | Ferdinando Coppola        | Atalanta         | compartecipazione (0,9 milioni €) |
| P        | Valerio Fiori             |                  | fine carriera                     |
| P        | Marco Storari             | Fiorentina       | prestito                          |
| D        | Luca Antonelli            | Parma            | compartecipazione                 |
| D        | Davide Astori             | Cagliari         | compartecipazione                 |
| D        | Matteo Bruscagin          | Monza            | prestito                          |
| D        | Cafu                      |                  | fine carriera                     |
| D        | Digão                     | Standard Liegi   | prestito                          |
| D        | Marcus Diniz              | Livorno          | compartecipazione                 |
| D        | Leandro Grimi             | Sporting Lisbona | definitivo (2,5 milioni €)        |
| D        | Lino Marzorati            | Empoli           | riscatto compartecipazione        |
| D        | Romano Perticone          | Livorno          | compartecipazione                 |
| D        | Massimo Oddo              | Bayern Monaco    | prestito diritto riscatto         |
| D        | Dario Šimić               | Monaco           | definitivo (0 milioni €)          |
| C        | Ignazio Abate             | Torino           | compartecipazione                 |
| C        | Ibrahim Ba                |                  | fine carriera                     |
| C        | Cristian Brocchi          | Lazio            | definitivo                        |
| C        | Yoann Gourcuff            | Bordeaux         | prestito diritto riscatto         |
| C        | Paolo Sammarco            | Sampdoria        | riscatto compartecipazione        |
| C        | Serginho                  |                  | fine carriera                     |
| A        | Matteo Ardemagni          | Triestina        | compartecipazione                 |
| A        | Pierre-Emerick Aubameyang | Digione          | prestito                          |
| A        | Willy Aubameyang          | Avellino         | prestito                          |
| A        | Davide Di Gennaro         | Genoa            | compartecipazione                 |
| A        | Alberto Gilardino         | Fiorentina       | definitivo (14 milioni €)         |
| A        | Alessandro Matri          | Cagliari         | riscatto compartecipazione        |
| A        | Ricardo Oliveira          | Real Saragozza   | riscatto                          |
| A        | Alberto Paloschi          | Parma            | compartecipazione                 |
| A        | Ronaldo                   |                  | svincolato                        |

### Sessione invernale(dal 7/1 al 2/2)
| Acquisti | Acquisti         | Acquisti   | Acquisti                  |
| R.       | Nome             | da         | Modalità                  |
| -------- | ---------------- | ---------- | ------------------------- |
| D        | Matteo Bruscagin | Monza      | fine prestito             |
| D        | Felipe Mattioni  | Grêmio     | prestito diritto riscatto |
| C        | David Beckham    | LA Galaxy  | prestito                  |
| D        | Thiago Silva     | Fluminense | definitivo (10 milioni €) |

| Cessioni | Cessioni         | Cessioni      | Cessioni |
| R.       | Nome             | a             | Modalità |
| -------- | ---------------- | ------------- | -------- |
| D        | Matteo Bruscagin | Pizzighettone | prestito |

### Trasferimenti dopo la sessione invernale
| Acquisti | Acquisti | Acquisti | Acquisti |
| R.       | Nome     | da       | Modalità |
| -------- | -------- | -------- | -------- |

| Cessioni | Cessioni | Cessioni | Cessioni   |
| R.       | Nome     | a        | Modalità   |
| -------- | -------- | -------- | ---------- |
| C        | Emerson  |          | svincolato |

## Risultati

### Serie A

#### Girone di andata
| Arbitro: | Orsato (Schio) |

|               |           |                         |
| Ambrosini 41’ | Marcatori | 18’ Di Vaio 78’ Valiani |

| Arbitro: | Rocchi (Firenze) |

|                              |           |  |
| Sculli 30’ Milito 90’ (rig.) | Marcatori |  |

| Arbitro: | Rizzoli (Bologna) |

|                                            |           |            |
| Seedorf 8’ Zambrotta 35’ Pato 49’ Kaká 60’ | Marcatori | 26’ Zárate |

| Arbitro: | Saccani (Mantova) |

|             |           |                        |
| Corradi 59’ | Marcatori | 24’ Borriello 73’ Pato |

| Arbitro: | Morganti (Ascoli Piceno) |

|                |           |  |
| Ronaldinho 37’ | Marcatori |  |

| Cagliari 5 ottobre 2008, ore 20:30 CEST 6ª giornata | Cagliari         | 0 – 0 referto | Milan | Stadio Sant'Elia (15.750 spett.)\| Arbitro: \| Rosetti (Torino) \| |
| Arbitro:                                            | Rosetti (Torino) |               |       |                                                                    |

| Arbitro: | Damato (Barletta) |

|                                        |           |  |
| Ronaldinho 55’ (rig.), 60’ Inzaghi 90’ | Marcatori |  |

| Arbitro: | Farina (Novi Ligure) |

|  |           |          |
|  | Marcatori | 80’ Kaká |

| Arbitro: | Celi (Campobasso) |

|                             |           |                |
| Inzaghi 31’ Kaká 65’ (rig.) | Marcatori | 54’ Vergassola |

| Arbitro: | Rocchi (Firenze) |

|                |           |  |
| Ronaldinho 86’ | Marcatori |  |

| Arbitro: | Bergonzi (Genova) |

|                |           |                |
| Esposito 90+3’ | Marcatori | 79’ Ronaldinho |

| Arbitro: | De Marco (Chiavari) |

|                 |           |  |
| Kaká 15’ (rig.) | Marcatori |  |

| Arbitro: | Farina (Novi Ligure) |

|                                |           |                         |
| Stellone 25’ Rosina 78’ (rig.) | Marcatori | 29’ Pato 34’ Ronaldinho |

| Arbitro: | Rocchi (Firenze) |

|                                      |           |                       |
| Miccoli 50’ Cavani 60’ Simplício 80’ | Marcatori | 83’ (rig.) Ronaldinho |

| Arbitro: | Gervasoni (Mantova) |

|          |           |  |
| Kaká 65’ | Marcatori |  |

| Arbitro: | Rizzoli (Bologna) |

|                                                    |           |                        |
| Del Piero 16’ (rig.) Chiellini 34’ Amauri 41’, 69’ | Marcatori | 31’ Pato 56’ Ambrosini |

| Arbitro: | Saccani (Mantova) |

|                                        |           |               |
| Pato 4’, 18’ Kaká 13’, 52’ Seedorf 43’ | Marcatori | 17’ Di Natale |

| Arbitro: | Morganti (Ascoli Piceno) |

|                  |           |               |
| Vučinić 22’, 72’ | Marcatori | 48’, 53’ Pato |

| Arbitro: | Rosetti (Torino) |

|         |           |  |
| Pato 7’ | Marcatori |  |

#### Girone di ritorno
| Arbitro: | Tagliavento (Terni) |

|                   |           |                                              |
| Di Vaio 9’ (rig.) | Marcatori | 13’ Seedorf 17’ (rig.), 43’ Kaká 59’ Beckham |

| Arbitro: | Gervasoni (Mantova) |

|             |           |            |
| Beckham 33’ | Marcatori | 87’ Milito |

| Arbitro: | Rizzoli (Bologna) |

|  |           |                                 |
|  | Marcatori | 42’ Pato 47’ Ambrosini 83’ Kaká |

| Arbitro: | Pierpaoli (Firenze) |

|                 |           |                |
| Kaká 67’ (rig.) | Marcatori | 33’ Di Gennaro |

| Arbitro: | Rosetti (Torino) |

|                           |           |          |
| Adriano 29’ Stanković 43’ | Marcatori | 71’ Pato |

| Arbitro: | Saccani (Mantova) |

|             |           |  |
| Seedorf 65’ | Marcatori |  |

| Arbitro: | Rocchi (Firenze) |

|                         |           |          |
| Cassano 33’ Pazzini 51’ | Marcatori | 80’ Pato |

| Arbitro: | Orsato (Schio) |

|                      |           |  |
| Inzaghi 7’, 71’, 74’ | Marcatori |  |

| Arbitro: | Ayroldi (Molfetta) |

|               |           |                                                  |
| Maccarone 62’ | Marcatori | 6’ (rig.) Pirlo 45+3’, 71’ Inzaghi 55’, 78’ Pato |

| Napoli 22 marzo 2009, ore 20:30 CET 29ª giornata | Napoli              | 0 – 0 referto | Milan | Stadio San Paolo (57.996 spett.)\| Arbitro: \| De Marco (Chiavari) \| |
| Arbitro:                                         | De Marco (Chiavari) |               |       |                                                                       |

| Arbitro: | Farina (Novi Ligure) |

|                                |           |  |
| Ronaldinho 90+1’ Inzaghi 90+3’ | Marcatori |  |

| Arbitro: | Saccani (Mantova) |

|  |           |             |
|  | Marcatori | 53’ Seedorf |

| Arbitro: | Banti (Livorno) |

|                                                     |           |                  |
| Inzaghi 13’, 37’, 60’ Kaká 68’ (rig.) Ambrosini 90’ | Marcatori | 80’ Franceschini |

| Arbitro: | Rizzoli (Bologna) |

|                                         |           |  |
| Kaká 10’ (rig.), 56’ (rig.) Inzaghi 19’ | Marcatori |  |

| Arbitro: | De Marco (Chiavari) |

|  |           |                      |
|  | Marcatori | 27’ Inzaghi 52’ Kaká |

| Arbitro: | Orsato (Schio) |

|             |           |              |
| Seedorf 57’ | Marcatori | 60’ Iaquinta |

| Arbitro: | Rizzoli (Bologna) |

|                                  |           |                 |
| D'Agostino 31’ (rig.) Zapata 49’ | Marcatori | 90+3’ Ambrosini |

| Arbitro: | De Marco (Chiavari) |

|                    |           |                               |
| Ambrosini 75’, 82’ | Marcatori | 36’ Riise 80’ Ménez 85’ Totti |

| Arbitro: | Rizzoli (Bologna) |

|  |           |                   |
|  | Marcatori | 55’ Kaká 76’ Pato |

### Coppa Italia

#### Fase finale
| Arbitro: | Ayroldi (Molfetta) |

|              |           |                              |
| Ševčenko 77’ | Marcatori | 88’ (rig.) Zárate 92’ Pandev |

### Coppa UEFA

#### Primo turno
| Arbitro: | Iturralde |

|                                            |           |            |
| Stahel 45+1’ (aut.) Pato 57’ Borriello 74’ | Marcatori | 78’ Djuric |

| Arbitro: | Skomina |

|  |           |              |
|  | Marcatori | 70’ Ševčenko |

#### Fase a gironi
| Arbitro: | Rodríguez Santiago |

|                    |           |                                               |
| Pranjić 85’ (rig.) | Marcatori | 19’ (aut.) Jong-a-Pin 23’ Gattuso 69’ Inzaghi |

| Arbitro: | Rasmussen |

|                  |           |  |
| Ronaldinho 90+3’ | Marcatori |  |

| Arbitro: | Gumienny |

|                     |           |                              |
| Kaboul 62’ Kanu 73’ | Marcatori | 84’ Ronaldinho 90+2’ Inzaghi |

| Arbitro: | Courtney |

|                        |           |                         |
| Ambrosini 17’ Pato 56’ | Marcatori | 55’ Zaccardo 81’ Sağlık |

#### Fase a eliminazione diretta
| Arbitro: | Dean |

|           |           |             |
| Diego 84’ | Marcatori | 36’ Inzaghi |

| Arbitro: | Eriksson |

|                           |           |                  |
| Pirlo 27’ (rig.) Pato 33’ | Marcatori | 68’, 78’ Pizarro |

## Statistiche

### Statistiche di squadra
| Competizione | Punti | In casa | In casa | In casa | In casa | In casa | In casa | In trasferta | In trasferta | In trasferta | In trasferta | In trasferta | In trasferta | Totale | Totale | Totale | Totale | Totale | Totale | DR  |
| Competizione | Punti | G       | V       | N       | P       | Gf      | Gs      | G            | V            | N            | P            | Gf           | Gs           | G      | V      | N      | P      | Gf     | Gs     | DR  |
| ------------ | ----- | ------- | ------- | ------- | ------- | ------- | ------- | ------------ | ------------ | ------------ | ------------ | ------------ | ------------ | ------ | ------ | ------ | ------ | ------ | ------ | --- |
| Serie A      | 74    | 19      | 14      | 3       | 2       | 39      | 12      | 19           | 8            | 5            | 6            | 31           | 23           | 38     | 22     | 8      | 8      | 70     | 35     | +35 |
| Coppa Italia | -     | 1       | 0       | 0       | 1       | 1       | 2       | 0            | 0            | 0            | 0            | 0            | 0            | 1      | 0      | 0      | 1      | 1      | 2      | -1  |
| Coppa UEFA   | -     | 4       | 2       | 2       | 0       | 8       | 5       | 4            | 2            | 2            | 0            | 7            | 4            | 8      | 4      | 4      | 0      | 15     | 9      | +6  |
| Totale       | -     | 24      | 16      | 5       | 3       | 48      | 19      | 23           | 10           | 7            | 6            | 38           | 27           | 47     | 26     | 12     | 9      | 86     | 46     | +40 |

### Andamento in campionato
| Giornata  | 1  | 2  | 3  | 4 | 5 | 6 | 7 | 8 | 9 | 10 | 11 | 12 | 13 | 14 | 15 | 16 | 17 | 18 | 19 | 20 | 21 | 22 | 23 | 24 | 25 | 26 | 27 | 28 | 29 | 30 | 31 | 32 | 33 | 34 | 35 | 36 | 37 | 38 |
| --------- | -- | -- | -- | - | - | - | - | - | - | -- | -- | -- | -- | -- | -- | -- | -- | -- | -- | -- | -- | -- | -- | -- | -- | -- | -- | -- | -- | -- | -- | -- | -- | -- | -- | -- | -- | -- |
| Luogo     | C  | T  | C  | T | C | T | C | T | C | C  | T  | C  | T  | T  | C  | T  | C  | T  | C  | T  | C  | T  | C  | T  | C  | T  | C  | T  | T  | C  | T  | C  | C  | T  | C  | T  | C  | T  |
| Risultato | P  | P  | V  | V | V | N | V | V | V | V  | N  | V  | N  | P  | V  | P  | V  | N  | V  | V  | N  | V  | N  | P  | V  | P  | V  | V  | N  | V  | V  | V  | V  | V  | N  | P  | P  | V  |
| Posizione | 14 | 19 | 15 | 9 | 6 | 8 | 6 | 4 | 3 | 1  | 2  | 2  | 2  | 3  | 3  | 4  | 3  | 3  | 3  | 3  | 3  | 2  | 3  | 3  | 3  | 3  | 3  | 3  | 3  | 3  | 3  | 2  | 2  | 2  | 2  | 3  | 3  | 3  |

Legenda:

Luogo: C = Casa; T = Trasferta. Risultato: V = Vittoria; N = Pareggio; P = Sconfitta.

### Statistiche dei giocatori
Sono in corsivo i calciatori che hanno lasciato la società a stagione in corso.
| Giocatore      | Serie A  | Serie A | Serie A     | Serie A    | Coppa Italia | Coppa Italia | Coppa Italia | Coppa Italia | Coppa UEFA | Coppa UEFA | Coppa UEFA  | Coppa UEFA | Totale   | Totale | Totale      | Totale     |
| Giocatore      | Presenze | Reti    | Ammonizioni | Espulsioni | Presenze     | Reti         | Ammonizioni  | Espulsioni   | Presenze   | Reti       | Ammonizioni | Espulsioni | Presenze | Reti   | Ammonizioni | Espulsioni |
| -------------- | -------- | ------- | ----------- | ---------- | ------------ | ------------ | ------------ | ------------ | ---------- | ---------- | ----------- | ---------- | -------- | ------ | ----------- | ---------- |
| C. Abbiati     | 28       | -27     | 3           | 0          | 0            | -0           | 0            | 0            | 0          | -0         | 0           | 0          | 28       | -27    | 3           | 0          |
| M. Ambrosini   | 27       | 7       | 7           | 1          | 0            | 0            | 0            | 0            | 5          | 1          | 1           | 0          | 32       | 8      | 8           | 1          |
| L. Antonini    | 11       | 0       | 1           | 0          | 1            | 0            | 0            | 0            | 6          | 0          | 2           | 0          | 18       | 0      | 3           | 0          |
| D. Beckham     | 18       | 2       | 4           | 0          | 0            | 0            | 0            | 0            | 2          | 0          | 0           | 0          | 20       | 2      | 4           | 0          |
| D. Bonera      | 18       | 0       | 5           | 0          | 0            | 0            | 0            | 0            | 4          | 0          | 0           | 0          | 22       | 0      | 5           | 0          |
| M. Borriello   | 7        | 1       | 0           | 0          | 0            | 0            | 0            | 0            | 1          | 1          | 0           | 0          | 8        | 2      | 0           | 0          |
| M. Cardacio    | 1        | 0       | 0           | 0          | 1            | 0            | 1            | 0            | 0          | 0          | 0           | 0          | 2        | 0      | 1           | 0          |
| M. Darmian     | 3        | 0       | 0           | 0          | 0            | 0            | 0            | 0            | 0          | 0          | 0           | 0          | 3        | 0      | 0           | 0          |
| Dida           | 10       | -7      | 0           | 0          | 1            | -2           | 0            | 0            | 8          | -9         | 0           | 0          | 19       | -18    | 0           | 0          |
| Emerson        | 12       | 0       | 2           | 0          | 1            | 0            | 0            | 1            | 5          | 0          | 1           | 0          | 18       | 0      | 3           | 1          |
| G. Favalli     | 23       | 0       | 4           | 1          | 1            | 0            | 0            | 0            | 5          | 0          | 5           | 0          | 29       | 0      | 9           | 1          |
| M. Flamini     | 29       | 0       | 8           | 0          | 1            | 0            | 0            | 0            | 7          | 0          | 1           | 0          | 37       | 0      | 9           | 0          |
| G. Gattuso     | 12       | 0       | 3           | 0          | 0            | 0            | 0            | 0            | 4          | 1          | 0           | 0          | 16       | 1      | 3           | 0          |
| F. Inzaghi     | 26       | 13      | 0           | 0          | 0            | 0            | 0            | 0            | 6          | 3          | 0           | 0          | 32       | 16     | 0           | 0          |
| M. Jankulovski | 31       | 0       | 9           | 1          | 1            | 0            | 0            | 0            | 6          | 0          | 0           | 0          | 38       | 0      | 9           | 1          |
| Kaká           | 31       | 16      | 4           | 0          | 1            | 0            | 0            | 0            | 4          | 0          | 0           | 0          | 36       | 16     | 4           | 0          |
| Ž. Kalac       | 1        | -1      | 0           | 0          | 0            | 0            | 0            | 0            | 0          | 0          | 0           | 0          | 1        | -1     | 0           | 0          |
| K. Kaladze     | 11       | 0       | 3           | 0          | 1            | 0            | 1            | 0            | 4          | 0          | 0           | 0          | 16       | 0      | 4           | 0          |
| P. Maldini     | 30       | 0       | 5           | 0          | 0            | 0            | 0            | 0            | 2          | 0          | 0           | 0          | 32       | 0      | 5           | 0          |
| F. Mattioni    | 1        | 0       | 0           | 0          | 0            | 0            | 0            | 0            | 0          | 0          | 0           | 0          | 1        | 0      | 0           | 0          |
| A. Nesta       | 1        | 0       | 0           | 0          | 0            | 0            | 0            | 0            | 0          | 0          | 0           | 0          | 1        | 0      | 0           | 0          |
| N. Pasini      | 0        | 0       | 0           | 0          | 0            | 0            | 0            | 0            | 0          | 0          | 0           | 0          | 0        | 0      | 0           | 0          |
| A. Pato        | 36       | 15      | 1           | 0          | 0            | 0            | 0            | 0            | 6          | 3          | 0           | 0          | 42       | 18     | 1           | 0          |
| A. Pirlo       | 25       | 1       | 5           | 0          | 0            | 0            | 0            | 0            | 3          | 1          | 0           | 0          | 28       | 2      | 5           | 0          |
| Ronaldinho     | 29       | 8       | 0           | 0          | 1            | 0            | 0            | 0            | 6          | 2          | 0           | 0          | 36       | 10     | 0           | 0          |
| C. Seedorf     | 33       | 6       | 1           | 0          | 1            | 0            | 0            | 0            | 7          | 0          | 0           | 0          | 41       | 6      | 1           | 0          |
| P. Senderos    | 14       | 0       | 2           | 0          | 1            | 0            | 0            | 0            | 5          | 0          | 1           | 0          | 20       | 0      | 3           | 0          |
| A. Ševčenko    | 18       | 0       | 1           | 0          | 1            | 1            | 0            | 0            | 7          | 1          | 0           | 0          | 26       | 2      | 1           | 0          |
| R. Strasser    | 1        | 0       | 1           | 0          | 0            | 0            | 0            | 0            | 0          | 0          | 0           | 0          | 1        | 0      | 1           | 0          |
| Thiago Silva   | 0        | 0       | 0           | 0          | 0            | 0            | 0            | 0            | 0          | 0          | 0           | 0          | 0        | 0      | 0           | 0          |
| T. Viudez      | 1        | 0       | 0           | 0          | 0            | 0            | 0            | 0            | 0          | 0          | 0           | 0          | 1        | 0      | 0           | 0          |
| G. Zambrotta   | 33       | 1       | 5           | 1          | 1            | 0            | 0            | 0            | 6          | 0          | 0           | 0          | 40       | 1      | 5           | 1          |

## Giovanili

### Organigramma societario
Area direttiva
- Responsabile settore giovanile: Ariedo Braida

Area tecnica - Primavera
- Allenatore: Alberico Evani
- Allenatore in seconda: Angelo Castellazzi
- Collaboratore tecnico: Andrea Maldera
- Preparatore portieri: Beniamino Abate
- Medico: Dario Ajelli

Area tecnica - Juniores-Berretti
- Allenatore: Roberto Bertuzzo
- Allenatore in seconda: Antonello Bolis
- Preparatore portieri: Luigi Romano

Area tecnica - Allievi Nazionali
- Allenatore: Walter De Vecchi
- Allenatore in seconda: Riccardo Galbiati
- Preparatore portieri: Luigi Romano

Area tecnica - Allievi Regionali "B"
- Allenatore: Fulvio Fiorin
- Allenatore in seconda: Francesco Sità
- Preparatore portieri: Davide Pinato
- Medico: Cristiano Fusi

Area tecnica - Giovanissimi Nazionali
- Allenatore: Stefano Eranio
- Allenatore in seconda: Emanuele Pischetola
- Preparatore portieri: Davide Pinato

Area tecnica - Giovanissimi Regionali "B"
- Allenatore: Giovanni Stroppa
- Allenatore in seconda: Lodovico Costacurta
- Preparatore portieri: Francesco Navazzotti

Area tecnica - Giovanissimi Regionali "C"
- Allenatore: Valerio Rubagotti
- Allenatore in seconda: Alessandro Tonani
- Preparatore portieri: Francesco Navazzotti

Area tecnica - Esordienti "B1" 1997
- Allenatore: Walter Biffi
- Allenatore in seconda: Giancarlo Volontieri
- Preparatore portieri: Giuseppe Valsecchi

Area tecnica - Esordienti "B2" 1997
- Allenatore: Marino Frigerio
- Allenatore in seconda: Giancarlo Volontieri
- Preparatore portieri: Giuseppe Valsecchi

Area tecnica - Pulcini 1998
- Allenatore: Luca Morin
- Allenatore in seconda: Giancarlo Volontieri
- Preparatore portieri: Giuseppe Valsecchi

Area tecnica - Pulcini 1999
- Allenatore: Roberto Lorusso
- Allenatore in seconda: Alessandro Toscano
- Preparatore portieri: Giuseppe Valsecchi

Area tecnica - Pulcini 2000
- Allenatore: Andrea Biffi
- Preparatore portieri: Giuseppe Valsecchi

### Piazzamenti
- Primavera:
  - Campionato: 6º posto nel girone B.
  - Coppa Italia: eliminato in semifinale.
  - Torneo di Viareggio: 2º posto nel girone 6.
- Berretti:
  - Campionato: vincitore.
- Allievi nazionali:
  - Campionato: eliminato ai sedicesimi di finale.
  - Trofeo di Arco "Beppe Viola": eliminato in semifinale.
  - Trofeo "Nereo Rocco": vincitore.
- Allievi regionali:
  - Campionato: 3º posto.
- Giovanissimi nazionali:
  - Campionato: 3º posto nel girone finale 1.
- Giovanissimi regionali "B":
  - Campionato invernale: vincitore.
  - Campionato primaverile: 3º posto.
- Giovanissimi regionali "C":
  - Campionato invernale: vincitore.
  - Campionato primaverile: vincitore.
  - Torneo internazionale "Vasas-Intesa Sanpaolo": 2º posto.